# Кубански тоди
Кубански тоди (лат. Todus multicolor) је врста птице која припада породици и роду тодија. Ендемска је врста и среће се искључиво на архипелагу Куба у Карипском мору.

## Таксономија и систематика
Кубански тоди спада у породицу и ред тодија, малих птица које насељавају острва Карипског мора. Род обухвата пет врста. 
Најсличнији кубанском је ускокљуни тоди (лат. Todus angustirostris), који насељава сусједно острво Хиспаниола. Филогенетичке анализе указују на могуће праисторијске миграције кубанског тодија на исток, па се често сматра претком ускокљуног тодија.
Локални називи за ову птицу су картакуба (шп. cartacuba) и педорера (шп. pedorrera).

## Опис
Код кубанског тодија се не примјећује полни диморфизам. Његова величина износи око 11 cm. Једна је од мањих птица из рода тодија и могао би стати у људску шаку. Буцмастог је изгледа. Глава је пропорционално велика у односу на тијело. Кљун је танак и раван, мањи у односу на кљунове осталих тодија и двобојан је; тамна боја (црна или тамносмеђа) прекрива његов горњи, а црвена доњи дио. Сјајна зелена боја дорзалног дијела читавог тијела је изузетно упадљива као и код осталих врста из истог рода. Предњи дио трбуха је обојен свијетлом бојом (бијела или свијетлосива) са гримизноцрвеном бојом на врату и розе бочно трбушно. Очи су код одраслих јединки свијетлоплаве, код младих смеђе. Свијетлоплава субаурикуларна шара испод уха је специфична за ову врсту тодија. Покривна пера репа су лимун-жуте боје. Реп је танак.

## Распрострањеност
Кубански тоди је ендемска врста, присутна само на архипелагу Куба у Карибима. Насељава сва кубанска острва и широко је распрострањен. Најчешће се среће у шумовитим регијама на свим надморским висинама. Преферира приобалну шумску вегетацију, често шуме мангрова које обилују хладом и изворима воде. Лако се прилагођава условима станишта. Присутан је и на острву Хувентуд.

## Понашање
Кубански тоди се описује као радознала птица брзог лета. Тешко је уочљив због величине и доминантне зелене боје која му омогућава добру камуфлажу у шумама.  Ипак, препознатљив звук који производи олакшава распознавање. Неријетко се креће у пару. Често се нађе у непосредној близини људи. Лети ниско и гласно захваљујући звуку који производи крилима.
Изузетно је прождрљива птица. Храна коју унесе у току дана може износити и 40% властите масе. Храни се углавном инсектима, претежно ситним, као што су ларве, гусјенице и пауци. У исхрани користи и ситне комаде воћа. Плијен углавном граби сједећи на грани. Често кратким летом мијења грану у потрази за инсектима, након чега се враћа на претходно мјесто.
Сезона парења траје од априла до јула. Јаја полаже у мале, дубоке тунеле које копа у вертикалним земљаним насипима или трулим пањевима, понекад и природним кречњачким шупљинама или пјешчаним јазбинама које су претходно користиле крабе. Ти тунели, ширине око 2 cm, могу бити дуги и до 25 cm, са малом комором на крају у коју су смјештена јаја. Јаја су бијела, елиптичног или овалног облика и најчешће их је троје.
Пјесма кубанског тодија је брза и непрекидна. Звучи као алармː тот-тот-тот пррр-пррр и убрзава се приликом лета.

## Стање угрожености
Сматра се да је популација кубанског тодија у благом опадању. Један од разлога је прашење штетним хемикалијама и пестицидима. У појединим сиромашним регијама острва, ова птица се користи и у људској исхрани.  Ипак, кубански тоди није угрожена врста. Штавише, изузетно је заступљен на свим острвима архипелага Куба.